# Kozațke
Kozațke (în ucraineană Козацьке) este o așezare de tip urban din raionul Berîslav, regiunea Herson, Ucraina. În afara localității principale, nu cuprinde și alte sate.

## Demografie
Componența lingvistică a așezării de tip urban Kozațke
     Ucraineană (80,67%)
     Rusă (15,55%)
     Alte limbi (0,84%)
Conform recensământului din 2001, majoritatea populației așezării de tip urban Kozațke era vorbitoare de ucraineană (80,67%), existând în minoritate și vorbitori de rusă (15,55%) și armeană (1,23%).